# Lotus Mark I

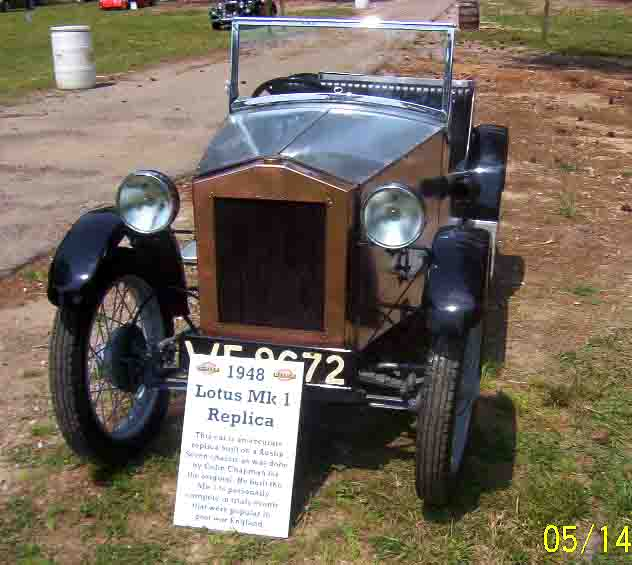
Réplica do Lotus Mark I

O Lotus Mark I foi o primeiro automóvel projetado e construído por Colin Chapman em 1948, enquanto Chapman ainda era estudante na Universidade de Londres. O carro foi projetado para competir como um carro de teste e foi construído sobre um chassi de Austin 7 e recebeu o número de registro OX 9292. Chapman construiu a carroceria utilizando um composto feito de alumínio fino colado a compensado. Ele modificou a suspensão traseira para dar melhor dirigibilidade e o motor para dar mais potência. Sua abordagem à construção de automóveis usando princípios de engenharia sólidos e design de chassis engenhoso preparou o terreno para muitos outros projetos revolucionários que viriam. Embora o Mark I original tenha se perdido na história depois de ser comprado por um comprador misterioso em 1950, uma réplica (ver foto) foi criada nas mesmas dimensões que usa um chassi e equipamento de corrida Austin idênticos. Chapman e sua futura esposa competiram com o carro nas English Trials, uma forma de competição em terrenos acidentados contra o tempo. Chapman continuou a desenvolver e modificar o Mark I. As primeiras rodas e pneus maiores foram instalados e o eixo dianteiro foi dividido e articulado no centro para fornecer suspensão dianteira independente. O sucesso do carro ajudou a encorajar Chapman a continuar projetando carros de competição.